# Mäc Härder
Manfred Härder, Künstlername Mäc Härder (* 29. Januar 1960 in Bad Neustadt a.d.Saale) ist ein fränkischer Kabarettist, Jongleur, Autor und Fernsehmoderator.

Mäc Härder

## Biographie
Mäc Härder begann während seines Studiums (Lehramt für berufliche Schulen) mit dem Kabarett. Von 1985 bis 2000 spielte er sieben Programme mit der fränkischen Kabarettgruppe TBC (Totales Bamberger Cabaret), die 1986 die „St. Ingberter Kleinkunstpfanne“ gewann. Ab 1995 spielte er parallel dazu und ab 2000 – nach Weggang  von TBC – ausschließlich Soloprogramme. Seine Spezialität ist die Mischung aus Kabarett und Artistik. Er gewann diverse Jonglierpreise, darunter den Skandinavischen Jonglierpreis (1986) und den Europäischen Jonglierwettbewerb (1995).
1992 gründete Mäc Härder die Improvisationstheatergruppe „Anonyme Improniker“ (1992–1999). Von 1999 bis 2003 war er künstlerischer Leiter des Straßenfestivals „Bamberg zaubert“.
Er ist häufig Gast im Kabarett-Programm des Bayerischen Fernsehens, insbesondere bei „Kabarett aus Franken“  (von 2003 bis 2005 war er Moderator dieser Reihe), „Ottis Schlachthof“ und „Grünwald Freitagscomedy“.
Darüber hinaus wurde er bekannt mit seiner Kandidatur zur Bamberger Oberbürgermeisterwahl (1994), dem „Gereuth-Skandal“ (2000), als ihn der Bürgerverein eines Bamberger Stadtteils anzeigte und wollte 2004 das Amt des Fußball-Bundestrainers annehmen.
Mäc Härder schreibt seit 2001 auch Kulinartheaterstücke: 1. „Bambolero“ (2001); 2. „Viva la mama“ (2003); 3. „Zwei Hochzeiten und ein Todesfall“ (2006); 4. „Lokal-TV“ (2010).
Im Frühjahr 2011 wurde er mit dem „Fränkischen Kabarettpreis“ (Sonderpreis) geehrt, im November 2011 bekam er vom Bundesministerium für Wirtschaft und Technologie die Auszeichnung zum „Kultur- und Kreativpiloten Deutschland 2011/2012“ und war „Künstler des Monats“ im Oktober 2013 in der Metropolregion Nürnberg.
Im Sommer 2013 wirkte er bei der Produktion von „Murggs“ mit. Darin spielt Mäc Härder den Hauptkommissar Ernst Fall. Diese von Oliver Tissot geschriebene Krimikomödie war ab November 2013  hauptsächlich in fränkischen Kinos zu sehen.
Im Sommer 2017 drehte er den Kurzfilm "Schäuferla & Ayran", eine Flüchtlingsgeschichte nach einer wahren Begebenheit.
Mäc Härder führt zuweilen bei Kabarettprogrammen Regie u.a  für Annette von Bamberg
Im November 2019 erschien das Buch "In Finnland wärn mir Franken Spanier" – hauptsächlich mit fränkischen Geschichten.
Ende Oktober 2021 hatte sein 10. Soloprogramm "Ihr könt mich alle gern haben!" Premiere.

## Kabarettprogramme
Mit TBC (Mäc Härder, Helmut Vorndran, Daniel Schmidt, ab 1988 Georg Koeniger für Daniel Schmidt):
- 1985 „Am besten nichts Neues“
- 1987 „Der Zwerg ruft“
- 1988 „Ein Platz an der Tonne“
- 1990 „die Frankenmafia“
- 1992 „Bloß nicht hingehn“
- 1995 „Lebenslänglich“
- 1998 „Pest of“

Duoprogramm:
- 2007 „Männer sind so!“ mit Harald Rink

Soloprogramme:
- 1995 „Es kommt noch Härder“
- 1999 „Der Härder-Test“
- 2003 „Der Här der Ringe“
- 2005 „Härder leben – locker bleiben!“
- 2009 „Der König von Franken“
- 2011 „Bamberg all inclusive“ (Spezialprogramm über seine Heimatstadt)
- 2012 „Die Radieschen von oben“
- 2014 „Viva la Heimat“
- 2017 "Wir haben nicht gegoogelt, wir haben überlegt!"
- 2021 "Ihr könnt mich alle gern haben!"

## Diskographie
- 1990 „Die Frankenmafia“ (Buch)
- 1992 „Bloß nicht hingehn“ (CD)
- 1995 „Denn sie wissen nicht, was sie tun“ (Video)
- 2000 „Der Härder-Test“ (CD)
- 2006 „Härder leben – locker bleiben!“ (CD)
- 2007 „Es kommt noch Härder“ (DVD)
- 2010 „Der König von Franken“ (DVD)
- 2019 "In Finnland wärn mir Franken Spanier" (Buch)